# Coppa Titano 2020-2021
La Coppa Titano 2020-2021 è stata la 63ª edizione della coppa nazionale Sanmarinese, iniziata il 29 settembre 2020 e terminata il 15 maggio 2021. La squadra La Fiorita ha conquistato il trofeo per la sesta volta nella sua storia.

## Formula
Le quindici squadre del campionato sammarinese sono state sorteggiate in un tabellone che parte dagli ottavi di finale. Le gare degli ottavi di finale, dei quarti di finale e delle semifinali sono giocate in doppio turno con gare di andata e ritorno, con eventuali tempi supplementari e calci di rigore in caso di pareggio nel doppio turno. La finale si gioca in unico turno. Tutte le squadre partecipanti entrano a partire dagli ottavi di finale, ad esclusione del Tre Penne, squadra con miglior punteggio nel ranking, che entra direttamente ai quarti di finale. Il sorteggio del tabellone è stato effettuato il 1º settembre 2020.
Il torneo è stato temporaneamente sospeso a causa della pandemia di COVID-19, per poi riprendere ufficialmente il 10 marzo.
La formula è stata leggermente modificata, trasformando i quarti di finale e le seminifinali in gare a turno unico.

## Calendario
| Fase                        | Turno                             | Andata             | Ritorno |
| --------------------------- | --------------------------------- | ------------------ | ------- |
| Fase a eliminazione diretta |                                   |                    |         |
| Ottavi di finale            | 29-30 settembre e 1º ottobre 2020 | 20-21 ottobre 2020 |         |
| Quarti di finale            | 10 marzo 2021                     | 10 marzo 2021      |         |
| Semifinali                  | 28-29 aprile 2021                 | 28-29 aprile 2021  |         |
| Finale                      | 15 maggio 2021                    | 15 maggio 2021     |         |

## Tabellone
|  | Ottavi di finale | Ottavi di finale | Ottavi di finale | Ottavi di finale | Ottavi di finale |  |  | Quarti di finale | Quarti di finale | Quarti di finale |            |   | Semifinali | Semifinali | Semifinali       |                  |        | Finale | Finale | Finale |  |
|  |                  |                  |                  |                  |                  |  |  |                  |                  |                  |            |   |            |            |                  |                  |        |        |        |        |  |
|  |                  |                  |                  |                  |                  |  |  | Tre Penne        | Tre Penne        | 2                |            |   |            |            |                  |                  |        |        |        |        |  |
|  | Juvenes/Dogana   | Juvenes/Dogana   | 1                | 2                | 3 (4)            |  |  | Domagnano        | Domagnano        | 0                |            |   |            |            |                  |                  |        |        |        |        |  |
|  | Domagnano (dtr)  | Domagnano (dtr)  | 3                | 0                | 3 (5)            |  |  |                  |                  |                  |            |   | Tre Penne  | Tre Penne  | 0                |                  |        |        |        |        |  |
|  | Cosmos           | Cosmos           | 3                | 1                | 4                |  |  |                  |                  | Tre Fiori        | Tre Fiori  | 2 |            |            |                  |                  |        |        |        |        |  |
|  | Cailungo         | Cailungo         | 0                | 2                | 2                |  |  | Cosmos           | Cosmos           | 0                |            |   |            |            |                  |                  |        |        |        |        |  |
|  | Pennarossa       | Pennarossa       | 2                | 0                | 2                |  |  | Tre Fiori        | Tre Fiori        | 1                |            |   |            |            |                  |                  |        |        |        |        |  |
|  | Tre Fiori        | Tre Fiori        | 1                | 2                | 3                |  |  |                  |                  |                  |            |   | Tre Fiori  | Tre Fiori  | 0 (9)            |                  |        |        |        |        |  |
|  | Folgore          | Folgore          | 2                | 2                | 4                |  |  |                  |                  |                  |            |   |            |            | La Fiorita (dtr) | La Fiorita (dtr) | 0 (10) |        |        |        |  |
|  | Virtus           | Virtus           | 0                | 0                | 0                |  |  | Folgore          | Folgore          | 4                |            |   |            |            |                  |                  |        |        |        |        |  |
|  | Faetano          | Faetano          | 1                | 1                | 2                |  |  | Fiorentino       | Fiorentino       | 1                |            |   |            |            |                  |                  |        |        |        |        |  |
|  | Fiorentino       | Fiorentino       | 1                | 3                | 4                |  |  |                  |                  |                  |            |   | Folgore    | Folgore    | 1                |                  |        |        |        |        |  |
|  | Murata           | Murata           | 1                | 1                | 2                |  |  |                  |                  | La Fiorita       | La Fiorita | 2 |            |            |                  |                  |        |        |        |        |  |
|  | San Giovanni     | San Giovanni     | 1                | 0                | 1                |  |  | Murata           | Murata           | 3                |            |   |            |            |                  |                  |        |        |        |        |  |
|  | Libertas         | Libertas         | 0                | 1                | 1                |  |  | La Fiorita       | La Fiorita       | 4                |            |   |            |            |                  |                  |        |        |        |        |  |
|  | La Fiorita       | La Fiorita       | 4                | 1                | 5                |  |  |                  |                  |                  |            |   |            |            |                  |                  |        |        |        |        |  |

## Ottavi di finale
| Squadra 1                           | Totale          | Squadra 2    | Andata | Ritorno     |
| ----------------------------------- | --------------- | ------------ | ------ | ----------- |
| 29 settembre 2020 / 21 ottobre 2020 |                 |              |        |             |
| Cosmos                              | 4 - 2           | Cailungo     | 3 - 0  | 1 - 2       |
| Faetano                             | 2 - 4           | Fiorentino   | 1 - 1  | 1 - 3       |
| 30 settembre 2020 / 21 ottobre 2020 |                 |              |        |             |
| Pennarossa                          | 2 - 3           | Tre Fiori    | 2 - 1  | 0 - 2       |
| Juvenes/Dogana                      | 3 - 3 (4-5 dtr) | Domagnano    | 1 - 3  | 2 - 0 (dts) |
| Libertas                            | 1 - 5           | La Fiorita   | 0 - 4  | 1 - 1       |
| 30 settembre 2020 / 20 ottobre 2020 |                 |              |        |             |
| Folgore                             | 4 - 0           | Virtus       | 2 - 0  | 2 - 0       |
| 1º ottobre 2020 / 20 ottobre 2020   |                 |              |        |             |
| Murata                              | 2 - 1           | San Giovanni | 1 - 1  | 1 - 0       |

## Quarti di finale
| 10 marzo 2021 |       |            |
| Cosmos        | 0 - 1 | Tre Fiori  |
| Folgore       | 4 - 1 | Fiorentino |
| Murata        | 3 - 4 | La Fiorita |
| Tre Penne     | 2 - 0 | Domagnano  |

## Semifinali
| 28 aprile 2021 |       |            |
| Tre Penne      | 0 - 2 | Tre Fiori  |
| 29 aprile 2021 |       |            |
| Folgore        | 1 - 2 | La Fiorita |

## Finale
| Arbitro: | Luca Barbeno |

| |                       |                                                                                           |
| Lunardini Bordon Gargiulo Santoni Domini Kalissa Vandi D'Addario Della Valle Rea Simoncini Lunardini | Tiri di rigore 9 – 10 | Errico Guidi Pieri Loiodice Rinaldi Gasperoni Miori Di Maio Brighi Zafferani Vivan Errico |